# Liste des œuvres d'art de Nancy
Pour un article plus général, voir Liste des œuvres d'art de Meurthe-et-Moselle.
Cet article vise à recenser les œuvres dans l'espace public à Nancy, en France.

## Liste
Les œuvres sont classées par ordre chronologique d'installation, dans la mesure des informations disponibles.

### Sculptures
| Œuvre                                      | Auteur                                   | Localisation | Notes | Installation | Coordonnées                      | Illustration |
| ------------------------------------------ | ---------------------------------------- | --- | --- | ------------ | -------------------------------- | --- |
| Monument à Albert Ier,                     | Maxime Real del Sarte                    | Sur la place Godefroy-de-Bouillon | Représente Albert Ier. | 1936         | 48° 41′ 33″ nord, 6° 10′ 05″ est | Monument à Albert Ier |
| Statue équestre du duc Antoine de Lorraine | Giorné Viard                             | Palais des ducs de Lorraine | Représente Antoine de Lorraine. | 1851         | 48° 41′ 48″ nord, 6° 10′ 47″ est | Statue équestre du duc Antoine de Lorraine                                                                                             |
| Statue de Jean Pierre Hippolyte Blandan    | Charles Gauthier                         | Sur la place de Padoue | Représente Jean Pierre Hippolyte Blandan. Érigée sur place du Marché à Boufarik en 1887. Retirée en 1962. Érigée dans la cour de la caserne Thiry en 1963. | 1990         | 48° 40′ 20″ nord, 6° 10′ 21″ est | Jean Pierre Hippolyte Blandan |
| Statue de Jacques Callot                   | Eugène Laurent                           | Sur la place Vaudémont | Représente Jacques Callot. | 1877         | 48° 41′ 39″ nord, 6° 10′ 56″ est | Statue de Jacques Callot |
| Statue de Charles III                      | Giorné Viard                             | Sur la porte de la Citadelle | Représente Charles III. | 1863         | 48° 42′ 01″ nord, 6° 10′ 41″ est | Statue de Charles III |
| Le Cœur du Grand Nancy                     | Jorge Orta                               | Sur la place de la République | À l'occasion des jeux mondiaux des transplantés 2003 à Nancy. | 2003         | 48° 41′ 20″ nord, 6° 10′ 32″ est | Le Cœur du Grand Nancy |
| Taureau Rouge                              | Gé Pellini (Gérard Pellini)              | Sur la place de la République | | 2018         | 48° 41′ 19″ nord, 6° 10′ 37″ est | Taureau Rouge |
| Buste d'Émile Coué                         | À déterminer                             | Dans le parc Sainte-Marie | Représente Émile Coué. L'original de 1936 est fondu sous le régime de Vichy, dans le cadre de la mobilisation des métaux non ferreux. | 1947         | 48° 40′ 53″ nord, 6° 10′ 17″ est | Buste d'Émile Coué |
| Statue de Christophe Mathieu de Dombasle,  | Pierre-Jean David d'Angers               | Sur la place Dombasle | Représente Christophe Mathieu de Dombasle. L'originale de 1850 est fondue sous le régime de Vichy, dans le cadre de la mobilisation des métaux non ferreux. | 1956         | 48° 41′ 30″ nord, 6° 10′ 42″ est | Statue de Christophe Mathieu de Dombasle                                                                                               |
| Buste du général Antoine Drouot            | À déterminer                             | Rue Saint-Léon | Représente Antoine Drouot. | À déterminer | 48° 41′ 19″ nord, 6° 10′ 24″ est | Buste d'Antoine Drouot |
| Statue du général Antoine Drouot,          | Pierre-Jean David d'Angers, Giorné Viard | Sur la place Carnot | Représente Antoine Drouot. | 1855         | 48° 41′ 38″ nord, 6° 10′ 36″ est | Statue d'Antoine Drouot |
| Statue de Claude Gellée,                   | Auguste Rodin                            | Dans le parc de la Pépinière | Représente Claude Gellée. | 1892         | 48° 41′ 52″ nord, 6° 10′ 56″ est | Statue de Claude Gellée |
| Buste de Grandville,                       | Ernest Bussière                          | Dans le parc de la Pépinière | Représente Grandville. Le buste original, les deux bas-reliefs et l'allégorie féminine assise sur le piédestal représentant La Caricature de 1893 sont fondus sous le régime de Vichy, dans le cadre de la mobilisation des métaux non ferreux. Les bas-reliefs et l'allégorie n'ont pas été remplacés. | 1961         | 48° 41′ 56″ nord, 6° 10′ 51″ est | Buste de Grandville |
| Statue d'Emmanuel Héré,                    | Charles Joseph Jacquot                   | Arc Héré | Représente Emmanuel Héré. | 1894         | 48° 41′ 41″ nord, 6° 10′ 59″ est | Statue d'Emmanuel Héré |
| Statue équestre de Jeanne d'Arc            | Emmanuel Frémiet                         | Sur la place Lafayette | | 1890         | 48° 41′ 39″ nord, 6° 10′ 49″ est | Statue équestre de Jeanne d'Arc |
| Joueur de flûte,                           | Hubert Lavigne                           | Dans le parc de la Pépinière | Également appelé Daphnis. | 1903         | 48° 41′ 54″ nord, 6° 11′ 01″ est | Joueur de flûte« Joueur de flûte, ou Daphnis à Nancy », sur À nos grands hommes,« Joueur de flûte, ou Daphnis à Nancy », sur e-monumen |
| Buste de Victor Lemoine,                   | Alfred Finot                             | Dans le parc Sainte-Marie | Représente Victor Lemoine. | 1926         | 48° 40′ 51″ nord, 6° 10′ 16″ est | Buste de Victor Lemoine |
| Statue de Léopold Ier                      | Victor Huel                              | Sur le fronton de l'église Saint-Sébastien | Représente Léopold Ier. | 1882         | 48° 41′ 21″ nord, 6° 10′ 52″ est | Statue de Léopold Ier |
| Statue de Stanislas Leszczynski            | Georges Jacquot                          | Sur la place Stanislas | Représente Stanislas Leszczynski. | 1831         | 48° 41′ 37″ nord, 6° 11′ 00″ est | Statue de Stanislas Leszczynski |
| Buste d'Ambroise-Auguste Liébeault         | E. Maillois                              | Dans le parc Olry | Représente Ambroise-Auguste Liébeault. | À déterminer | 48° 41′ 04″ nord, 6° 11′ 32″ est | Buste d'Ambroise-Auguste Liébeault |
| Statue d'Hubert Lyautey                    | François Cogné                           | Rue des Cordeliers | Représente Hubert Lyautey. | 1994         | 48° 41′ 54″ nord, 6° 10′ 48″ est | Statue d'Hubert Lyautey |
| Buste de Daniel Meyer                      | Daniel Meyer                             | Dans le parc Sainte-Marie | Autoportrait. | À déterminer | 48° 40′ 51″ nord, 6° 10′ 15″ est | Buste de Daniel Meyer |
| On veille                                  | Edmond Desca                             | Dans le parc de la Pépinière | Également appelée Les Gaulois. | 1890         | 48° 41′ 52″ nord, 6° 11′ 01″ est | On veille |
| Buste de monseigneur Ernest Petit          | J. Roger                                 | Dans le square Monseigneur-Petit | | 1932         | 48° 40′ 55″ nord, 6° 10′ 28″ est | Buste de monseigneur Ernest Petit |
| Points de vue                              | Pierre Bismuth                           | - Porte Sainte-Catherine - Place d'Alliance - Cathédrale Notre-Dame-de-l'Annonciation - Porte Désilles - Porte Stanislas - Place de la Carrière (hémicycle Charles-de-Gaulle, palais du gouvernement) - Arc Héré - Place Stanislas | | 2005         | 48° 41′ 29″ nord, 6° 11′ 09″ est | Points de vue |
| Statue équestre de René II                 | Mathias Schiff                           | Sur la place Saint-Epvre | Représente René II de Lorraine. Remplace celle de 1828 réalisée en plomb par Lépy aîné, retirée en 1882 et placée au musée lorrain. | 1883         | 48° 41′ 46″ nord, 6° 10′ 45″ est | Statue équestre de René II |
| Buste de Ferdinand de Saint-Urbain         | Charles Pêtre                            | Sur la place Vaudémont | Représente Ferdinand de Saint-Urbain. | 1880         | 48° 41′ 40″ nord, 6° 10′ 56″ est | Buste de Ferdinand de Saint-Urbain |
| Statue de Saint Sébastien                  | Victor Huel                              | Sur le fronton de l'église Saint-Sébastien | Représente Sébastien. | 1882         | 48° 41′ 20″ nord, 6° 10′ 53″ est | Statue de Saint Sébastien |
| Buste de Charles Sellier                   | Alfred Finot                             | Dans le parc de la Pépinière | Représente Charles Sellier. | 1903         | à géolocaliser                   | Buste de Charles Sellier« Monument à Charles Sellier à Nancy », sur À nos grands hommes                                                |
| Le Souvenir                                | Paul Dubois                              | Sur la place André-Maginot | | 1905         | 48° 41′ 23″ nord, 6° 10′ 41″ est | Le Souvenir |
| Statue                                     | À déterminer                             | Sur la façade du collège-lycée Frédéric-Chopin | 1 % artistique. | 1958         | 48° 40′ 50″ nord, 6° 10′ 00″ est | Statue |
| Buste d'Israël Silvestre                   | Charles Pêtre                            | Place Vaudémont | Représente Israël Silvestre. | 1880         | 48° 41′ 39″ nord, 6° 10′ 56″ est | Buste d'Israël Silvestre |
| Buste de Pierre Gringoire                  | Ernest Bussière                          | Dans le square Victor Basch | Représente Pierre Gringoire. L'original de 1894 est fondu sous le régime de Vichy, dans le cadre de la mobilisation des métaux non ferreux. | À déterminer | 48° 41′ 32″ nord, 6° 10′ 35″ est | Image manquante |
| Buste d'Ernest Bichat,                     | Ernest Bussière                          | Dans le square Bichat | Représente Ernest Bichat. Les allégories devant le monument sont fondues sous le régime de Vichy, dans le cadre de la mobilisation des métaux non ferreux. L'original de 1909 est volé[Quand ?]. | 1990         | 48° 41′ 54″ nord, 6° 10′ 39″ est | Buste d'Ernest Bichat |

### Monuments aux morts
| Œuvre                                                         | Auteur               | Localisation                               | Notes | Installation | Coordonnées                      | Illustration                                                                                   |
| ------------------------------------------------------------- | -------------------- | ------------------------------------------ | ----- | ------------ | -------------------------------- | ---------------------------------------------------------------------------------------------- |
| Monument aux morts de 1870-1871                               | À déterminer         | Dans le cimetière de Préville              |       | À déterminer | à géolocaliser                   | Monument aux morts de 1870-1871« Monument aux morts de 1870 à Nancy », sur À nos grands hommes |
| Monument aux morts 1914-1918                                  | Alexandre Descatoire | Dans le cimetière du Sud                   |       | 1925         | 48° 40′ 20″ nord, 6° 11′ 35″ est | Monument aux morts 1914-1918 de Nancy                                                          |
| Monument aux instituteurs et institutrices morts en 1914-1918 | À déterminer         | Dans la cour de l'école normale de garçons |       | À déterminer | à géolocaliser                   | Image manquante                                                                                |

### Monuments pour une bataille ou un évènement
| Œuvre                                         | Auteur        | Localisation                          | Notes                           | Installation | Coordonnées                      | Illustration                                  |
| --------------------------------------------- | ------------- | ------------------------------------- | ------------------------------- | ------------ | -------------------------------- | --------------------------------------------- |
| Monument commémoratif de la bataille de Nancy | Victor Prouvé | Sur la place de la Croix-de-Bourgogne | Commémore la bataille de Nancy. | 1928         | 48° 41′ 07″ nord, 6° 10′ 16″ est | Monument commémoratif de la bataille de Nancy |

### Fontaines
| Œuvre                 | Auteur            | Localisation                | Notes                              | Installation | Coordonnées                      | Illustration          |
| --------------------- | ----------------- | --------------------------- | ---------------------------------- | ------------ | -------------------------------- | --------------------- |
| Fontaine d'Amphitrite | Barthélemy Guibal | Sur la place Stanislas      |                                    | 1751         | 48° 41′ 37″ nord, 6° 10′ 57″ est | Fontaine d'Amphitrite |
| Fontaine de Neptune   | Barthélemy Guibal | Sur la place Stanislas      |                                    | 1751         | 48° 41′ 39″ nord, 6° 11′ 01″ est | Fontaine de Neptune   |
| Fontaine d'Alliance   | Paul-Louis Cyfflé | Sur la place d'Alliance     | Commémore le traité de Versailles. | 1756         | 48° 41′ 38″ nord, 6° 11′ 11″ est | Fontaine d'Alliance   |
| Fontaine              | Barthélemy Guibal | Sur la place de la Carrière |                                    | À déterminer | à géolocaliser                   | Image manquante       |

### Œuvres disparues ou retirées
| Œuvre                                      | Auteur                                 | Localisation                                          | Notes | Installation | Coordonnées                      | Illustration |
| ------------------------------------------ | -------------------------------------- | ----------------------------------------------------- | --- | ------------ | -------------------------------- | --- |
| Statue équestre de René II                 | À déterminer                           | Sur la place Saint-Epvre                              | Représentait René II de Lorraine. Détruite en 1792. | 1495         | à géolocaliser                   | Image manquante |
| Statue équestre du duc Antoine de Lorraine | Mansuy Gauvin                          | Sur la grande porterie du palais des ducs de Lorraine | Représentait Antoine de Lorraine. Détruite en 1792. | 1512         | 48° 41′ 48″ nord, 6° 10′ 47″ est | Image manquante |
| Statue de Louis XV                         | Barthélemy Guibal et Paul-Louis Cyfflé | Sur la place Stanislas, anciennement place Royale     | Représentait Louis XV. Déboulonnée en septembre 1792 et fondue à Metz en janvier 1793.                                                                         | 1765         | 48° 41′ 37″ nord, 6° 11′ 00″ est | Statue de Louis XV |
| Génie de la France                         | Joseph Labroise                        | Sur la place Stanislas, anciennement place Royale     | Remplaçait la statue de Louis XV, déboulonnée en septembre 1792. Détruite en 1830. Une statue de Stanislas Leszczynski est installée sur le piédestal en 1831. | 1814         | 48° 41′ 37″ nord, 6° 11′ 00″ est | Image manquante |
| Statue équestre de René II                 | Lépy aîné                              | Sur la place Saint-Epvre                              | Représente René II de Lorraine. Retirée en 1882 et placée au musée lorrain. Remplaçait l'originale de 1495 détruite en 1792.                                   | 1828         | à géolocaliser                   | Image manquante |
| Statue d'Adolphe Thiers,                   | Ernest Guilbert                        | Sur la place Thiers                                   | Représente Adolphe Thiers. Retirée en 1979 et placée dans les réserves du musée lorrain.                                                                       | 1879         | à géolocaliser                   | Statue d'Adolphe Thiers« Monument à Thiers à Nancy », sur À nos grands hommes,« Monument à Thiers à Nancy », sur e-monumen |
| Le Gymnaste de la Victoire,                | Georges Saulo                          | Dans le parc de la Pépinière                          | Érigé en 1919 dans le parc Sainte-Marie. Fondue sous le régime de Vichy, dans le cadre de la mobilisation des métaux non ferreux.                              | 1924         | 48° 40′ 54″ nord, 6° 10′ 18″ est | Le Gymnaste de la Victoire                                                                                                 |